# 겨울배추생산자단체협의회
겨울배추생산자단체협의회는 겨울배추의 생산조정과 출하조절을 통한 유통개선 및 생산농업인의 소득증대 도모 목적으로 2001년 7월 25일 설립된 대한민국 농림축산식품부 소관의 사단법인이다. 사무실은 전라남도 해남군 마산면 학의리 301에 있다.

## 주요 사업
- 자조금의 조성과 협의회의 운영사업
  - 월동배추 수급안정을 위한 출하조절, 소비촉진 홍보 및 행사
  - 판로확대 및 신규시장 개척을 위한 시장조사 세미나 개최, 상품성 제고 활동, 공동판매, 유통정보 교환 등
- 자재 등의 공동구매, 기타 목적달성에 필요한 사업

## 같이 보기
- 배추